# Busmaterieel van NZH (1947-1967)

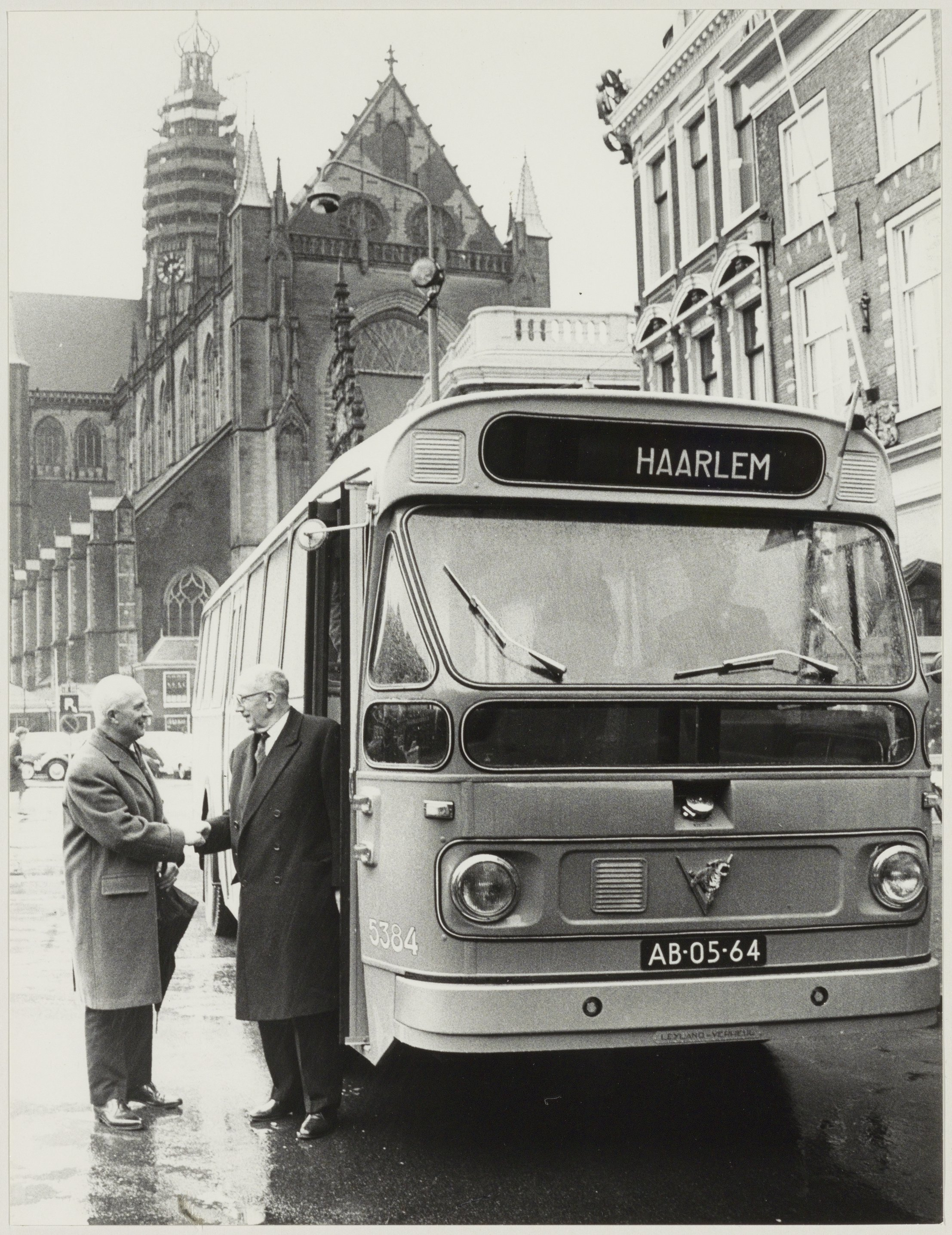
Een autobus van de NZH in 1966, links burgemeester Oscar Cremers.

Hieronder een overzicht van het autobusmaterieel van het voormalige openbaarvervoerbedrijf NZH te Haarlem in de periode 1947-1967. De bussen zijn ingedeeld bij soort, tijdperk en (waar mogelijk) een aparte vermelding van aanschaf door vorige eigenaren. Nummers tussen haakjes wil zeggen dat de bussen later zijn vernummerd.

## Verklaring van gebruikte typebenaming
Men komt in dit artikel typebenamingen tegen als Leyland Royal Tiger Verheul. Leyland is daarbij het merk, Royal Tiger of Royal Holland Coach slaat op het type chassis dat bij de bus gebruikt is, en Verheul, Hainje of Den Oudsten is de bouwer van de carrosserie.

## De eerste standaardbussen
In de jaren na de bevrijding werd het wagenpark opnieuw opgebouwd met grote aantallen bussen in groen-crème standaardkleuren, die centraal waren ingekocht via het moederbedrijf Nederlandse Spoorwegen. Deze bussen werden vaak uitgewisseld tussen de verschillende NS-dochterondernemingen Citosa, EDS, GADO, LTM, NACO, NBM, NOF, NTM, NZH, Salland, SBM, SW, VAD, Velox, WSM, de tot Zuidooster gefuseerde MBS en Vitesse en de NS zelf, die dit materieel gebruikte voor treinvervangende busdiensten. Sommige Crossley-bussen, vooral uit de serie 1000/1100, waren nomaden die van de ene naar de andere eigenaar zwierven en soms meermalen bij een bepaald bedrijf terugkeerden, zo ook bij de NZH. Een gedetailleerde specificatie zou hier te veel ruimte vergen.
Een aantal NZH-Crossleys werd tot eenmanswagens verbouwd met onder andere een gewijzigde deurindeling ten behoeve van de stadsdiensten in Haarlem. Aan het eind van de jaren vijftig was een beperkt aantal Crossley-bussen in de grijze NZH-kleuren overgebracht. De Fords en Scania's waren toen al uit het wagenpark verdwenen. De laatste Crossley-bussen werden in juni 1962 afgevoerd.
| Merk/type                                        | Serie                 | Bouwjaar | Achtergrondinformatie | Afbeelding |
| ------------------------------------------------ | --------------------- | -------- | --- | ---------- |
| Crossley SD42/1/De Schelde                       | 1000 / 1100-en        |          | De Schelde-Crossleys behoorden tot de lange versie (ruim 11 meter) en waren ontworpen door Verheul, die de bouw had uitbesteed aan de scheepswerf De Schelde te Vlissingen. Het bijzondere van deze carrosserieën was de toepassing van aluminium. Aanvankelijk werden daarmee enige problemen ondervonden, maar uiteindelijk bleken deze bussen minder last te hebben van roestvorming dan de andere typen. Ook de Crossley HOE9-dieselmotoren voldeden niet direct, maar nadat de blowers waren verwijderd, ging het beter. Omdat er uitsluitend met conducteur werd gereden, was er geen ingang voorin, maar uitsluitend een brede middendeur. De chauffeur zat in een afgesloten cabine voorin, met naast zich de motorkap. Van dit type had de NZH er 30 in dienst, maar niet allemaal tegelijk. |            |
| Crossley SD42/1/Werkspoor                        | 1300-en               |          | De Werkspoor-series waren qua techniek en indeling gelijk aan de 1000/1100, maar het Werkspoor-ontwerp was iets gestroomlijnder en er was staal in plaats van aluminium gebruikt. Bij de verbouwing tot eenmanswagen werd van een aantal van deze bussen de middendeur gehalveerd en een aparte ingang direct achter de vooras aangebracht. Bij de NZH hebben 31 Werkspoors gereden (niet allemaal tegelijk). |            |
| Crossley SD42/1/Beijnes resp. Smit Appingedam    | 1400-en               |          | Beijnes volgde geheel het Werkspoorontwerp. Ook van de 1400-en werd een aantal tot eenmanswagen verbouwd. De spoorrijtuigfabriek Beijnes had de bouw van bijna de helft van de serie uitbesteed aan carrosseriefabriek Smit te Appingedam. Bij de NZH reden (opnieuw niet allemaal tegelijk) 25 Beijnes- en 20 Smit-wagens. De laatste dienstrit van een NZH-Crossley werd op 12 juni 1962 gemaakt op lijn 20 (Haarlem - Den Haag) door de 1481 uit de door Smit gebouwde serie. |            |
| Crossley SD42/1/Allan                            | 1500-en               |          | Ook de Allan-bussen, waarvan er slechts vijf bij de NZH hebben gereden (drie maar heel kort), volgden het Werkspoor-model. |            |
| Crossley SD42/2 met Engelse Crossley carrosserie | 1700 / 1800-en        |          | Van de kortere versie (ruim 10 meter) met de HOE7-dieselmotor (vanaf het begin zonder blowers) werd een deel door Crossley zelf opgebouwd. Kwalitatief voldeden deze carrosserieën niet aan de eisen, zodat al na enkele jaren de daken moesten worden vervangen. Een aantal werd verbouwd tot eenmanswagen conform de langere series. De NZH heeft er (niet allemaal tegelijk) 34 gehad. |            |
| Crossley SD42/2/Aviolanda-Verheul                | 1900 / 2000 / 2100-en |          | Vliegtuigfabriek Aviolanda bouwde de Verheul-versie van het kortere type. Van deze series werd een deel verbouwd tot eenmanswagen. In 1951 werden de 2074, 2075, 2093, 2102, 2105, 2106 en 2114 tot toerwagen ingericht, maar al in 1954 werden zij (en de 2071, 2079, 2083, 2088, 2091, 2098 en 2108) verbouwd voor de NS-autobusdienst Amsterdam-Den Haag en daartoe in donkerblauwe kleur gebracht. Zij ruilden hun achterasoverbrengingen met die van 11-meter Crossleys, zodat op de autosnelweg Amsterdam - Den Haag hogere snelheden konden worden behaald. In 1957 werden ze op deze lijn alweer afgelost door de 4170-4185, maar ze behielden de blauwe kleur. Van dit type bezat de NZH (alweer niet allemaal tegelijk) er 60.                                                              |            |
| Scania Vabis B15V/Fokker-Verheul                 | 2200 / 2300-en        |          | Speciaal voor de smalle wegen werden Scania-Vabis-bussen aangeschaft. Het model leek sterk op dat van de Aviolanda-Crossley, maar ze kwamen van een andere vliegtuigbouwer, Fokker. Voor de NZH, die zoveel Crossley-bussen had, waren de Scania's buitenbeentjes waarvan de schakeling door de chauffeurs subtieler moest worden aangepakt dan men gewend was. Daardoor waren ze niet populair bij het personeel. Doordat het NZH-net relatief weinig smalle wegen kende, waren de Scania's na verloop van tijd steeds minder nodig en werden ze aan andere bedrijven verkocht. Van het kleinere type met 4-cilinder dieselmotor heeft de NZH er 16 gehad. |            |
| Scania Vabis B21D/Fokker-Verheul                 | 2400-en               |          | De 8 bussen van de serie 2400 vormden de iets grotere versie met 6-cilinder motor. Hoewel zij uiteraard krachtiger waren dan hun kleinere soortgenoten, hebben zij bij de NZH evenmin goed voldaan. Omdat zusterbedrijven, zowel binnen als buiten het NS-concern, juist zeer tevreden waren over dit materieel, lag het voor de hand dat die zich over de NZH-exemplaren ontfermden. In 1957 waren alle Scania's van beide typen naar elders verdwenen. |            |
| Ford Transit 149-59B/Verheul)                    | 2600-en               | 1947     | 23 Ford-trambussen 2662-2684 voor de stadslijnen in Haarlem kwamen in 1947 in dienst. In tegenstelling tot de Crossleys en Scania's hadden zij een achterin geplaatste motor, wat voor die tijd een modern concept was. In 1948 werden van de Salland nog vier stuks overgenomen, de 2600, 2605, 2607 en 2609. In de jaren 1950-55 werden (op een na) al deze wagens verkocht aan particuliere busbedrijven. Zo kwamen 7 stuks terecht bij de Eltax, exploitant van de stadsbusdienst in Leiden. Alleen de 2683 bleef tot 1958 bij de NZH als haltekantoor in Den Haag en werd toen gesloopt. |            |

## De eerste DAF-bussen
| Merk/type                  | Serie           | Bouwjaar | Achtergrondinformatie | Afbeelding |
| -------------------------- | --------------- | -------- | --- | ---------- |
| DAF B510S/Verheul-Schelde) | 2718, 2741-2745 | 1950     | In 1950 verschenen zes bussen van een nieuw DAF-type met een voorin geplaatste, uitschuifbare Waukesha 51:SV-motor. In maart werd de 2718 afgeleverd, in de herfst volgden de 2741-2745. Blijkbaar was de tijd nog niet rijp voor dit Nederlandse merk dat later een grote rol bij de NZH zou gaan spelen, want nog voor het einde van 1950 werden ze doorverkocht aan de NBM. |            |

## Bussen met geknikte voorruit
Vergeleken met zusterbedrijven als NBM, WSM en Zuidooster, die zeer actief waren in het touringcarvervoer en eigen reisbureaus bezaten, had de NZH maar een bescheiden toerafdeling. Men was aangesloten bij het Reisbureau Cebuto van het gezamenlijke streekvervoer en verder werden dagtochten en rondritten georganiseerd. Uiteraard konden ook NZH-bussen worden gehuurd voor uitstapjes en schoolreisjes. Pas in 1966, bij het (overigens mislukte) Eagle-avontuur dat zich richtte op Amerikaanse toeristen, werden de zaken groots aangepakt.
De acht Crossleys uit de serie 2000/2100 die in 1951 tot reiswagen waren verbouwd, verloren die status alweer in 1954, waarna er 9 bussen in dienst kwamen die jarenlang de gehele NZH-toervloot vormden. Een bijzonderheid was het feit dat deze wagens namen hadden.
| Merk/type                       | Series                                     | Bouwjaar                        | Achtergrondinformatie | Afbeelding                      |
| Semitoerbussen (Leyland en AEC) | Semitoerbussen (Leyland en AEC)            | Semitoerbussen (Leyland en AEC) | Semitoerbussen (Leyland en AEC) | Semitoerbussen (Leyland en AEC) |
| ------------------------------- | ------------------------------------------ | ------------------------------- | --- | ------------------------------- |
| Leyland Royal Tiger/Verheul     | 4019-4021                                  | 1954                            | Door de Kennemerland, Waterland en Rijnland maakte de NZH in 1954 kennis met Leyland-bussen met underfloormotor. In tegenstelling tot de latere grote bestellingen stads- en lijndienstwagens waren zij niet zelfdragend, maar op chassis gebouwd. Ook introduceerden zij de geknikte voorruit. In 1960 werd de 4019 verkocht aan de Flevodienst en gingen de 4020 en 4021 naar de GADO. |                                 |
| AEC Regal MkIV/Hainje           | 5600-5602                                  | 1955                            | In 1955 schafte de NZH drie AEC-bussen aan. Van de Spaarnestad, Sleutelstad en Amstelstad, ook met underfloormotor, waren uiterlijk en inrichting vrijwel gelijk aan die van de 4019-4021, hoewel chassis- en carrosseriebouwer anders waren. Voor het toervervoer bleek de vering van de AEC Regal MkIV, die goed voldaan heeft voor het stadsvervoer bij onder andere GVB Amsterdam en HTM Den Haag, niet comfortabel genoeg. In 1963-64, na de komst van de Van Hool-toerwagens, verhuisden ze naar de SBM. |                                 |
| AEC Regal MkIV/Verheul          | 5637-5639                                  | 1956/1957                       | In 1956-57 kwam een vervolgserie van drie bussen. In tegenstelling tot de 5600-5602 hadden de door Verheul gebouwde Hofstad, Randstad en Duinland een vlakke, enigszins schuin aflopende voorruit in plaats van een geknikte. Bovendien waren ze donkergrijs van kleur, terwijl de vorige 6 wagens de lichtere grijstint hadden die inmiddels bij de Holland Coach-stadsbussen was ingevoerd. In 1964 gingen de 5638 en 5639 naar Leo Kors te Heemstede en in 1966 verhuisde de 5637 naar Van Maanen in Harderwijk. |                                 |
| Leyland-Verheul LV              | 4244, 4246                                 | 1958                            | In 1958 kwamen bij NACO drie semitoers in dienst waarvan de 4245 al in 1967 uit beeld verdween. Bij de overgang naar NZH waren de 4244 en de 4246 tot lijndienstbus met middendeur verbouwd. De 4244 werd in 1973 afgevoerd, de 4246 bracht in 1975 zijn laatste weken door vanuit het zuidelijkste deel van het NZH-gebied. |                                 |
| Stadsbussen (Leyland)           |                                            |                                 | |                                 |
| Holland Coach 457/90/PC/Verheul | 5501-5555                                  | 1955/1956                       | Omdat de Crossley-bussen, die de Ford-trambussen op de Haarlemse stadsdiensten waren opgevolgd, voor dat werk te zwaar en te log waren gebleken, werd gezocht naar een moderner, lichter en wendbaarder type. In 1955 en 1956 kwamen de eerste zelfdragende Holland-Coach stadsbussen in dienst, naar het voorbeeld van een serie voor GEVU Utrecht. Deze bussen waren gebouwd door Verheul. Ze waren voorzien van Leyland-componenten, waaronder als krachtbron de Leyland O.350-motor (90 pk = 66 kW). De 5501-5554 hadden dezelfde geknikte voorruit als de toerwagens 4019-4021 en 5600-5602. De 5555 werd in 1957 het prototype voor een eveneens geknikte, maar speciaal vormgegeven antireflectie-voorruit van Verheul-ontwerp. De gloednieuwe 5522 werd op 4 november 1955 gepresenteerd aan B & W van Amersfoort door de plaatselijke stadsvervoerder Nefkens, die zes Holland Coaches besteld had. De komst van de LVS-series in 1966-67 betekende het begin van het einde. Een aantal exemplaren werd verkocht aan WSM, Flevodienst en WABO, dan wel verhuurd aan de NBM voor de stadsdienst Hilversum. De 5532 werd verbouwd tot infobus van de ANWB. De 5511 en de 5540 werden verkocht aan de Amersfoortse sociale werkplaats; eerstgenoemd exemplaar werd vijf jaar later (1971) doorverkocht aan de Amersfoortse stadsvervoerder Henri Nefkens als de KLM-blauwe 17 met geblindeerde filmkast. Eind jaren 70 kreeg de 5511 een bestemming als museumbus; de bus is tegenwoordig eigendom van het Haags Bus Museum en zal gerestaureerd worden in de oorspronkelijke huisstijl. |                                 |
| Holland Coach 457/90/PC/Verheul | 5569-5592                                  | 1957-1958                       | Deze vervolgserie introduceerde de bolle Werkspoor-voorruit, nadat de proef met de 5555 niet tot grotere toepassing had geleid (overigens wel bij veel andere bedrijven). De 5569-5575 en de 5577-5592 werden in 1968 afgevoerd; de 5576 bleef nog twee jaar als magazijnwagen. |                                 |
| Holland Coach 457/90/PC/Verheul | 5490-5500                                  | 1960                            | Deze bussen werden eind jaren 60 - na de komst van de eerste standaard streekbussen - geel geschilderd. Vlak voor hun afvoer in 1969 gingen ze diensten draaien bij de NOF tijdens het drukke zomerseizoen op de Waddeneilanden. Daarna werden ze verdeeld tussen de BSM (5490, 5493, 5496 en 5498-5500)) en de Vagu (de overige vijf). |                                 |
| Leyland-Verheul LNSV            | 5375-5381                                  | 1964                            | Bij wijze van proef werd in 1964 een serie van 7 Leyland-Verheul LNSV-stadsbussen met Leyland O.400-motor in dienst gesteld. Dit Verheul-model had nog de door de NZH op prijs gestelde bolle Werkspoor-voorruit. Deze serie zou eigenlijk tot 5383 lopen, maar de laatste twee exemplaren werden doorgegeven aan de LTM voor de stadsdienst Heerlen. Omdat de voorkeur uitging naar een krachtiger type (de LVS met O.600-motor) werd met dit model niet verdergegaan. De 5375-5381 begonnen in Leiden en kwamen na enige jaren in Haarlem terecht waar ze geel werden geschilderd. In 1969-70 werden de 5375-5380 aan Westnederland/Van Gog verkocht voor de stadsdienst Gouda. De 5381 werd eerst (1969) aan de firma Van Leeuwen voor dienst op het stadslijntje van Zaltbommel, alvorens (1972) bij Vagu terecht te komen. De 5377 volgde in 1976 na de buitendienststelling bij Westnederland. |                                 |
| Plattelandsbussen (DAF)         |                                            |                                 | |                                 |
| DAF TB100D520/Den Oudsten       | 6705-6710, 6717-6721, 6727-6729, 6737-6739 | 1959/1960                       | Speciaal voor de plattelandslijnen in Noord-Holland schafte de NACO 31 bussen aan op het smalle DAF TB-vrachtwagen-chassis (2,25m).Ze hadden een lengte van 10 meter, een wielbasis van 5,20 meter en een klichte asdruk, en een staande DD575-motor voorin (vandaar de grote open grille). |                                 |
| DAF TB102DD520/Den Oudsten      | 6740-6743                                  | 1961                            | De 6740-6743 verschilden op een aantal details van de eerste serie. |                                 |
| DAF TB102DD520/Hainje           | 6318-6325                                  | 1961                            | Tegelijk met de 6740-6743 kwamen de door Hainje geleverde 6318-6325 |                                 |
| Minibussen (DAF)                |                                            |                                 | |                                 |
| DAF TB160DD470/Den Oudsten)     | 6029, 6030                                 | 1961                            | De 6029 en de 6030 (met achteruitstap) waren een kortere versie van de TB's met een wielbasis van 4,70 meter. Ze begonnen op de stadsdienst Alkmaar en gingen al snel op de plattelandslijnen rijden. |                                 |
| DAF TB160DD470/Den Oudsten      | 6033                                       | 1961                            | De 6033 was iets breder dan de 6029 en 6030, en had een middendeur. In 1967 nam de NACO deze bus over van de Zuidooster voor dienst op de plattelandslijnen. De bus werd groen geschilderd en kwam na de overgang naar NZH niet meer in aanmerking om te worden vergeeld zoals de meeste exemplaren. Tussen 1973 en 1975 gingen de TB160-ers buiten dienst. |                                 |

## Bussen van overgenomen bedrijven

### Oosterom-bussen
Het busbedrijf Gebr. Oosterom reed de stadsdienst Beverwijk (onder andere naar Wijk aan Zee) en werd per 1 januari 1970 door de NACO overgenomen.

#### 701 (Scania Vabis BF5553/Domburg)
In 1960 nam Oosterom een Scania-bus in dienst onder het nummer 16; als 701 werd hij vlak na de overgang naar NZH afgevoerd.

#### 646 (DAF TB160DD520/Domburg)
In 1964 kwam deze DAF in dienst onder het nummer 27; bij de NACO werd hij tot 646 vernummerd en als NZH-bus in oktober 1975 afgevoerd.

### NHADO-bussen
De NHADO exploiteerde vanuit Alkmaar de lijnen naar Bergen en Camperduin. In 1971 werd het bedrijf door de NACO overgenomen.

#### 647, 648 (DAF TB102DD520/Verheul)
In 1960 en 1961 nam de NHADO twee DAF/Verheul-bussen (10, 1) in dienst. De 10, met slechts een instapdeur, had nog de ronde vormen van de jaren vijftig; de met middendeur uitgeruste 1 had het strakkere model van de jaren zestig. Bij de NACO werd het tweetal geel geschilderd en vernummerd tot 647 en 648. Na de overgang naar NZH zijn ze tot oktober 1975 in dienst gebleven.

#### 808, 809 (Leyland Royal Tiger Worldmaster/Den Oudsten)
Naast de twee DAF's bestond de non-streekstandaarderfenis van de NHADO uit twaalf Leylands met underfloor-motor. De eerste twee kwamen in 1957 (17; NS-nummer 5136) en 1958 (4) in dienst. De 17 had een achterdeur en de 4 een middendeur. Bij de NACO werd het tweetal geel geschilderd en vernummerd tot 808 en 809. Bij de NZH verdwenen ze in, respectievelijk, 1974 en 1976 naar de sloper.

#### 810-818 (Leyland Royal Tiger Worldmaster/Verheul)
Tussen 1959 en 1965 nam de NHADO negen Leylands in dienst (5, 6, 3, 7, 18, 19, 9, 20, 21) die op Worldmaster-chassis waren gebouwd. Bij de overname door de NACO werden alle bussen geel geschilderd en vernummerd tot 810-818 (onbewust van het feit dat de 5 en de 6 de NS-nummers 5137 en 5138 hadden). De van oorsprong eendeursbussen 810-814 waren al verbouwd met een middendeur zoals de 814 die had; de 815 en de 816 kregen die bij hun tweede eigenaar alsnog. Na de overgang naar NZH zijn ze tot 1976 in dienst gebleven; de 817 en de 818 (achterdeurbussen) begonnen een vierde leven bij de Vagu te Oudewater.

#### 819 (Leyland Leopard PSU3 1L/Verheul)
In 1967 kwam de op lichter chassis gebouwde 14 (met achterdeur) in dienst als laatste Leyland voor de komst van de standaardstreekbus. Bij de NACO werd hij geel geschilderd en vernummerd tot 819. Na de overgang naar NZH is hij tot 1976 in dienst gebleven om samen met de 817 en de 818 aan de Vagu te worden verkocht.

## Bolramerbussen
| Merk/type                       | Series                                                                        | Bouwjaar        | Achtergrondinformatie | Afbeelding                                                              |
| 11 meter bussen                 | 11 meter bussen                                                               | 11 meter bussen | 11 meter bussen | 11 meter bussen                                                         |
| ------------------------------- | ----------------------------------------------------------------------------- | --------------- | --- | ----------------------------------------------------------------------- |
| Leyland-Holland-Werkspoor LH-WS | 4101-4185                                                                     | 1956/1957       | De Bolramer is een van de voorlopers van de standaard streekbus. Ter vervanging van de Blauwe Tram op de lijn Amsterdam-Zandvoort werd in 1956-57 de serie 4101-4185 in dienst gesteld. Motorisch schoten zij echter tekort, omdat men bij de zelfdragende bouw van deze Werkspoor-bussen gebruik had gemaakt van relatief lichte Leyland Tiger Cub-componenten met de O.375-motor (105 pk). De 4170-4185 waren blauw geschilderd voor de NS-autobuslijn Amsterdam-Den Haag. Zij hadden een andere achterasoverbrenging. In 1959-60 maakten zij op deze lijn alweer plaats voor de A-roads van de series 4700 en verder, die gewoon de grijze kleur behielden. Veel van deze bussen werden later verkocht aan RTM, Citosa, Flevodienst, Salland, NACO (vóór de fusie NZH-NACO in 1972 al afgevoerd) en TP-RodL. Voor zover de blauwe ex-NS-bussen niet verkocht waren, werden ze NZH-grijs. De laatste exemplaren bij de NZH waren de leswagens 4162 en 4163, die in 1969 als 'plukwagens' (voor onderdelen) naar de TP-Ragom gingen.                                                                                      |                                                                         |
| Leyland-Werkspoor LE-WS         | 4662-4667, 4669, 4670, 4738-4742, 4781, 4783, 4803-4807, 4888-4892, 4920-4940 | 1958-1961       | In de periode 1958-61 schafte de NACO 51 Werkspoor bolramers aan. In tegenstelling tot de NZH-bussen hadden ze bankjes op gelijkvloerse hoogte en bij het wiel waren ze achteruitgeplaatst. De meeste exemplaren werden geel geschilderd en bij de overname in 1972 waren de 4661, 4668, 4780, 4782 en de 4784 inmiddels afgevoerd. De 46 overgebleven exemplaren werden door de chauffeurs te oud en achterhaald bevonden, vooral omdat de stuurbekrachtiging ontbrak. In 1977 gingen de laatste wagens buiten dienst. De 4740 werd aan het NZH Vervoermuseum geschonken; hij was toen nog geel maar werd later weer groen geschilderd. Na tegen een boom te zijn aangereden werd de 4740 terzijde gesteld voor sloop. Een particulier heeft het wrak opgekocht en gaat proberen hem alsnog te herstellen. |                                                                         |
| Leyland-Werkspoor LE-WS         | 4714-4733, 4825-4873, 4950-4987                                               | 1959-1961       | Ter vervanging van de Crossley-bussen en de Blauwe Trams schafte de NZH in de periode 1959-61 107 A-road Bolramers aan. Ook deze wagens waren zelfdragend gebouwd, maar dankzij de Leyland O.600-motor, een grotere wielmaat en de zwaardere Leyland Royal Tiger-componenten waren ze krachtiger dan de 4100-en. De 4700-en zijn altijd grijs gebleven, evenals ongeveer de helft van de 4800-en. De overige 4800-en en alle 4900-en zijn omstreeks 1970 geel geschilderd. In 1969 werden 23 bussen verkocht: de 4825-4829 aan Vagu, de 4830, 4833, 4835, 4836, 4839 en 4840 aan TP-Ragom, de 4831, 4832, 4834, 4837, 4838, 4841 en 4842 aan Westnederland/Van Gog, en de 4720-4722, 4848 en 4849 aan Zuidooster. De overige bussen verdwenen in de jaren 1971-1977. Alleen de 4967 wist het nog tot eind 1978 uit te houden. De 4842 is teruggebracht in NZH-grijs en is tegenwoordig eigendom van het Haags Bus Museum. | Bolramer 4842 in de NZH-uitvoering; museumbus van het Haags Bus Museum. |
| Leyland-Werkspoor LE-WS         | 4988-5021 (5022-5030 afbesteld)                                               | 1962            | De vervolgserie bolramers uit 1962 week enigszins af van de vorige series, onder andere door de ramen uit één stuk en een ander model banken. Oorspronkelijk zou de serie tot nummer 5030 lopen, maar men bleek met minder bussen toe te kunnen. Daarom werd de al afgeleverde 5018 na één week doorgegeven aan de Zuidooster. De 5019-5021 waren in de zomer van 1962 eerst aan de VAD verhuurd voordat ze in dienst kwamen bij de NZH. De al NZH-grijze 5022-5026 werden bij Werkspoor in de blauwe huisstijl van Zuidooster geschilderd. De 5027-5030 kregen al meteen de groene kleurstelling van de GADO. De 4993 was bij wijze van proef uitgerust met luchtvering. De 4992 moest al in 1968 na een aanrijding worden gesloopt. De 5000, 5001 en de 5003 werden in 1973 verkocht aan Westnederland. De 5002 werd toen met aanrijdingsschade afgevoerd. De rest van de serie verdween in 1976-78; als laatste de 5014 en 5015 in 1978. De Zuidooster 5023 (die dus eigenlijk voor de NZH bestemd was, maar er nooit gereden heeft) bestaat nog en zal door het NZH-Vervoermuseum in grijze NZH-staat worden gebracht. |                                                                         |
| Leyland-Van Hool LE-HO          | 7053-7062                                                                     | 1961/1962       | In 1961-62 kreeg de NACO weer tien A-road bolramers; de 7053-7062 waren niet door Werkspoor gebouwd maar door de Belgische carrosseriefabriek Van Hool en hadden een panoramische achterruit. Hoewel ze al snel last kregen van door roestvorming zijn ze na de overname tot 1976 in dienst gebleven. |                                                                         |
| Leyland-Werkspoor LE-WS/Hainje) | 7464-7468                                                                     | 1963            | Nadat Werkspoor de autobusproductie had gestaakt bestelde NZH in 1963 bij Hainje een vervolgserie op de 4988-5021. De 7464-7468 verschilden door de witgeschilderde band onder de voorruit; deze werd donkergrijs (zoals ook bij de andere bolramers) toen ze in 1970 geel werden geschilderd. In 1979 werd het vijftal afgevoerd. |                                                                         |
| 12 meter bussen                 |                                                                               |                 | |                                                                         |
| Leyland-Den Oudsten LO          | 7584-7593, 7625-7638                                                          | 1966/1967       | De 24 Den Oudsten-bolramers van de NACO uit 1966-67 waren bijna 12 meter lang, wat ten goede kwam aan de bredere middendeuren. Hoewel Verheul en ook Den Oudsten zelf al jarenlang modernere autobusmodellen produceerden, waren deze bussen grotendeels gebaseerd op het Werkspoormodel van de jaren vijftig, afgezien van de strakker vormgegeven achterkant. Als nieuwste bolramers hebben de 7584-7593 en de 7625-7638 de jaren 70 overleefd; in de periode 1980-82 werden zij afgevoerd. |                                                                         |

## Verheul LV-bussen
| Merk/type           | Series                                                | Bouwjaar      | Achtergrondinformatie | Afbeelding              |
| A-road bussen       | A-road bussen                                         | A-road bussen | A-road bussen | A-road bussen           |
| ------------------- | ----------------------------------------------------- | ------------- | --- | ----------------------- |
| Leyland-Verheul LV  | 4577-4590 (4591, 4592 afbesteld)                      | 1964          | In 1958 introduceerde Verheul de zelfdragende LV (met Leyland 0.600 motor) die door alle NS-bedrijven werd aangeschaft, samen met bestellingen bij Werkspoor. Alleen de NZH, die veel stadsbussen bij Verheul kocht, koos voor A-roads uitsluitend Werkspoor. Na de sluiting van de busafdeling van deze fabriek koos men alsnog de Verheul A-road, waarvan in 1964 een langere en modernere versie was ontwikkeld die al op de standaard streekbus begon te lijken. De NZH bestelde in dat jaar een serie van veertien exemplaren. Eigenlijk zou de NZH er zestien ontvangen, maar de laatste twee, eigendom van de NZH, kwamen via een leaseovereenkomst bij de Flevodienst terecht onder de nummers 4595 en 4596. De 4577-4590 hadden als laatste NZH-bussen nog de bolle Werkspoor-voorruit. Begin jaren 70 werden ze geel geschilderd. Ze hebben vrijwel altijd vanuit Leiden dienstgedaan. Vanaf 1975 reden de 4577-4586 vanuit die vestiging als NZH-bussen op de Westnederland-lijnen naar Alphen aan den Rijn. In 1980-81 werden ze afgevoerd. |                         |
| Leyland-Verheul LV  | 4569, 4570, 4084-4087                                 | 1964/1965     | In 1964 en 1965 schafte ook de NACO zes LV's aan met de vlakke Verheul voorruit die door een speciale constructie reflectiewerend was. Net als de NACO-bolramers hadden de 4569, 4570 en de 4084-4087 grijze bankjes op gelijkvloerse hoogte zoals de eerste standaard streekbussen die zouden krijgen. Na de overgang naar de NZH bleven ze tot 1980-81 in dienst. De 4085 werd na een zware aanrijding gesloopt. |                         |
| Leyland-Verheul LV  | 4062-4073                                             | 1965          | In 1965 kwam de tweede NZH-serie. De 4062-4073 waren gelijk aan de 4569,4570 en de 4084-4087. Deze series lieten een groei zien van 11 meter naar de inmiddels toegestane 12-meterbus; dit kwam vooral ten goede aan de breedte van de uitstapdeuren en de vooruitgeplaatste groene bankjes zaten op een verhoogde vloer. De 4062-4073 werden begin jaren 70 geel geschilderd en in 1980-81 afgevoerd. |                         |
| Stadsbussen         |                                                       |               | |                         |
| Leyland-Verheul LVS | 5354-5374                                             | 1965          | Speciaal voor Haarlem en Leiden werd in de jaren 1965-67 een stadsversie van de LV aangeschaft onder de benaming LVS. Dit type was uitgerust met klapdeuren en was een kortere versie van de Leyland-Verheul A-roads, met dezelfde vlakke voorruit als de 4062-4073. Door de Leyland O.600-motor was de LVS in staat tot feller accelereren dan de voorgaande LNSV-bussen 5375-5381, die een O.400-motor hadden. De 5354-5374 begonnen in 1965 op huurbasis bij het GVB in Amsterdam. Ze reden in NZH-grijs vanuit de hoofdgarage West op onder andere lijn 18, 26 en 29. Met de komst van de standaardbussen (375-527) kwamen zij in 1968 naar Haarlem en kregen toen de gele kleur. In 1979-80 werd de serie afgevoerd. De 5372 werd aan het NZH-Vervoermuseum geschonken en is inmiddels weer grijs. | NZH-museumstadsbus 5372 |
| Leyland-Verheul LVS | 5384-5399, 5407-5418, 5419-5440 (5441-5445 afbesteld) | 1966/1967     | In 1966/67 kwamen er drie vervolgseries. De 5419 (en niet streekstandaard 1000) was de eerste gele rijder zoals de gele bussen werden genoemd. De 5419-5432 reden vanuit Leiden, de rest vanuit Haarlem. De afbestelde 5441-5445 gingen naar Westnederland dat ook de nieuwe eigenaar werd van de 5437-5440. De 5384-5387 verhuisden in 1971 naar de NACO voor de stadsdienst Alkmaar; na de fusie werden ze uiteraard weer NZH-eigendom. Na hun buitendienststelling werden de 5394, 5419, 5424 en de 5428 in 1980 aan ZWN verkocht. |                         |

## Overige toerbussen
| Merk/type                               | Series         | Bouwjaar       | Achtergrondinformatie | Afbeelding     |
| Leyland-bussen                          | Leyland-bussen | Leyland-bussen | Leyland-bussen | Leyland-bussen |
| --------------------------------------- | -------------- | -------------- | --- | -------------- |
| Leyland Royal Tiger Worldmaster/Verheul | 5151, 5152     | 1959           | Deze op Royal Tiger Worldmaster LCRT1/1-chassis gebouwde toerwagens met airconditioning kwamen in 1959 bij de NACO en werden in 1973-74 door de NZH afgevoerd |                |
| Leyland Royal Tiger Worldmaster/Roset   | 5154, 5155     | 1961           | Dit tweetal toerbussen, in 1961 gebouwd voor de NACO op Royal Tiger Worldmaster LERT1/1-chassis,had in tegenstelling tot de 5151 en 5152, geen airconditioning. Na de overgang naar NZH volgde in 1973 de afvoer. |                |
| Leyland-Van Hool LE-HO                  | 7338-7343      | 1963           | In 1963 kreeg de NZH voor het eerst 12-meterbussen: twee touringcars (7338-7339) en vier semitoerwagens (7340-7343). De 7339 werd als proef van airconditioning voorzien. De 7341 en 7342 werden in 1973-74 enige tijd aan de HTM verhuurd. In 1976 werd de serie afgevoerd. |                |
| Leyland-Werkspoor LE-WS/Hainje          | 7430, 7431     | 1965           | Deze semitoerbussen werden zelfdragend gebouwd voor de NACO in 1965. Bij de NZH werden ze verbouwd tot lijndienstwagen met middendeur en in 1977-1978 afgevoerd. |                |
| Leyland-Den Oudsten LO                  | 7522-7524      | 1966           | Sterk gelijkend op de hierboven genoemde 7400-waren deze zelfdragend gebouwde semitoerbussen voor de NACO uit 1966. Bij de NZH werden ze tot lijnbus met middendeur verbouwd om in 1977-1978 te worden afgevoerd. |                |
| Leyland-Verheul LV                      | 5061-5063      | 1967           | In 1967 verschenen nog eens drie soortgelijke semitoerbussen, ook zelfdragend gebouwd voor de NACO en ook bij de NZH verbouwd tot lijndienstwagen met middendeur en in 1978 afgevoerd. |                |
| Eagle bussen                            |                |                | |                |
| GMC'66 Eagle-GM/Bus & Car 04 Eagle      | 101-117        | 1966           | Deze bussen van Amerikaans/Belgisch fabricaat, gebouwd in 1966, hield de NZH over aan het Eagle-project, dat was opgezet om Amerikaanse toeristen door Europa te vervoeren. De 16 Eagle-bussen van Euro Transport Nederland (ETN) te Amsterdam, een joint venture van NZH en Eurotransports S.A. in Luxemburg, weken door hun carrosserievorm, hun achterin geplaatste GMC-motor en hun luxe interieur geheel af van al het andere materieel dat de NZH via het NS-inkoopbureau had aangeschaft. De 102 verdween na een aanrijding al in 1969 naar de sloper. Ter vervanging werd toen een nieuwe bus 117 afgeleverd. Nadat Eagle niet aan de verwachtingen bleek te voldoen werden de 103, 105, 107, 109, 111, 113, 115 en 117 in 1972 aan Traen in Brugge verkocht. De acht resterende bussen (101, 104, 106, 108, 110, 112, 114 en 116) volgden vier jaar later nadat ze onder andere op de NS busdienst van Amsterdam naar Den Haag (later lijn 89) werden ingezet. |                |